# جاي والتر تومبسون
J. Walter Thompson أو اختصارا (JWT) ، التي أسسها جيمس والتر تومسون في عام 1896 م. كانت سابقًا وكالة إعلانات، هي شركة اتصالات تسويقية حاليًا. وهي مملوكة لشركة دبليو بي بي منذ عام 1987 م. في 26 نوفمبر 2018 ، تم الإعلان عن دمجها مع وكالة وندرمان الرقمية لتشكيل «وندرمان تومبسون».

## روابط خارجية
- جاي والتر تومبسون على موقع الموسوعة البريطانية (الإنجليزية)
- جاي والتر تومبسون على موقع الموسوعة البريطانية (الإنجليزية)
- جاي والتر تومبسون على موقع ميوزك برينز (الإنجليزية)

- الموقع الرسمي
- دليل لاختيار مجموعات من أرشيفات JWT في مركز هارتمان بجامعة ديوك
- "The J Walter Thompson (JWT), London, advertising agency client account files and other office papers, 1926–1977". History of Advertising Trust. مؤرشف من الأصل في 2019-05-21. اطلع عليه بتاريخ 2015-05-01.